# コンスタンティン・ブランクーシ
コンスタンティン・ブランクーシ（ルーマニア語: Constantin Brâncuşi、1876年2月19日 - 1957年3月16日）は、ルーマニア出身の20世紀を代表する独創的な彫刻家である。20世紀の抽象彫刻に決定的な影響を与え、ミニマル・アートの先駆的作品も残した。

## 生涯

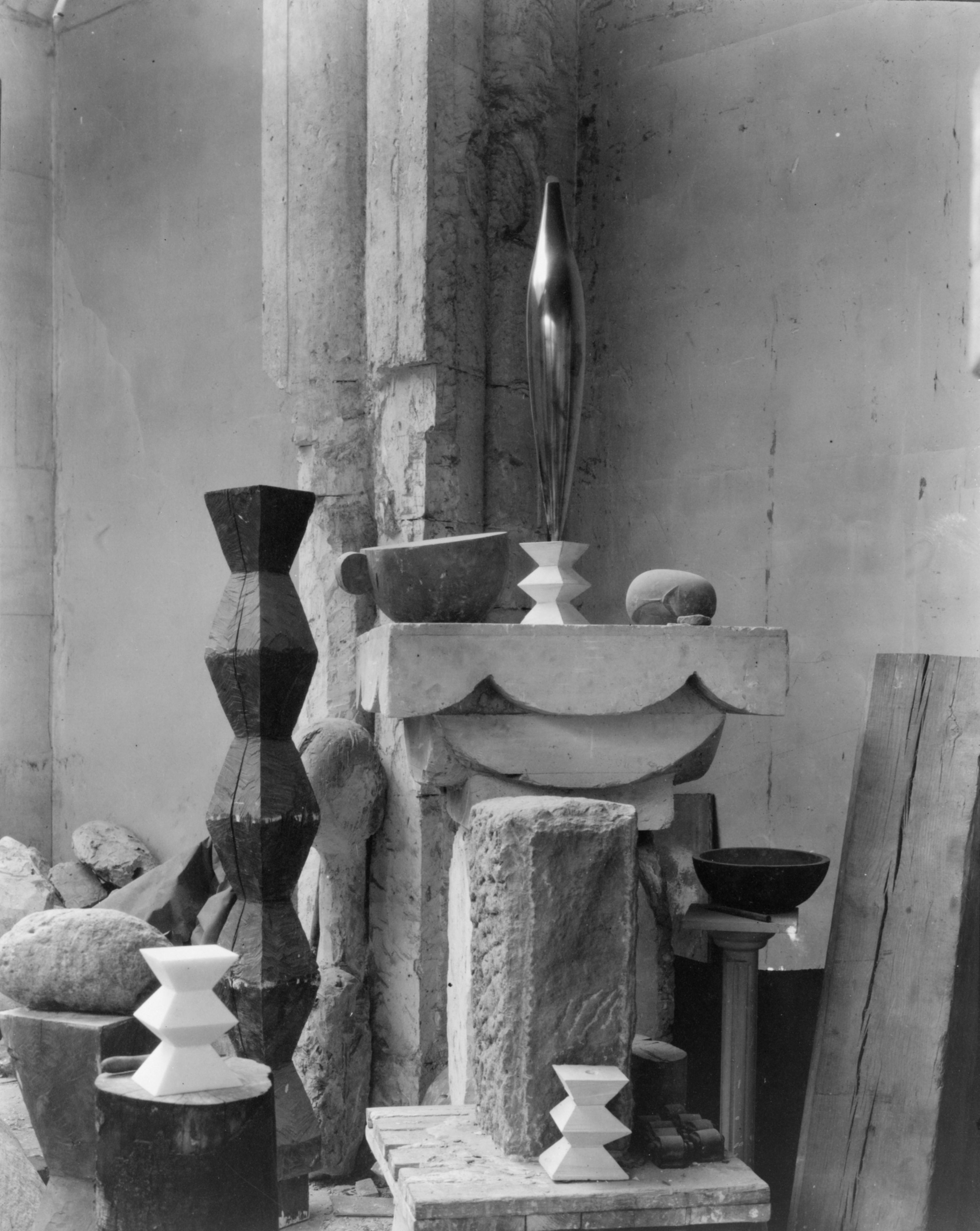
パリのブランクーシのアトリエ（1920年、エドワード・スタイケン撮影）

- 1876年2月19日、ルーマニア南西部のオルテニア地方（ワラキア地方の西半分）のゴルジュ県のホビツァに生まれる。
- 1894年から1898年まで、ワラキア地方のクラヨヴァの美術工芸学校で美術を学ぶ。
- 1898年から1901年までブカレストの国立美術学校で美術を学んだ後、しばらくは故郷で大工仕事などに従事。
- 1904年、パリ美術学校に入学し彫刻を学ぶ。この頃はオーギュスト・ロダンの影響を受けていた。
- 1907年、ロダンの工房で働く。ロダンに憧れてはいたものの「大樹の陰では何も育たない」と言ってわずか2ヶ月で去る。抽象化への転機となる作品『祈る人』を製作。
- 1908年、『接吻（英語版）』シリーズ、『マイアストラ』シリーズの制作開始。写実的方法を離れ、極めて単一で純粋なフォルムの抽象的作品に至った。
- 1913年、アメリカで最新のヨーロッパ美術を紹介する展覧会「アーモリーショー」に出品。
- 1924年、代表作『空間の鳥（英語版）』シリーズを製作開始。
- 1957年3月16日、パリにて死去。

## 作品と人物
非常に要素を切り詰めた一見してミニマルな作風を持つ。また、彫刻などが置かれる台座も作品として一緒に制作する。ブランクーシの作品は抽象化が進み、代表作である『新生児』や『空間の鳥』では、幼児の頭部や飛ぼうとする鳥がほとんど単純な卵形やプロペラ型の形態にまで至っている。ただし彼の作品は、描写の対象物の本質を捉え、それを効果的に単純な形態に写すものであり、対象物の形態から完全に離れてしまうものではない。
このような単純化のため、1926年に作品販売のため『空間の鳥』をアメリカ合衆国に輸出した際、税関で美術品とみなされずに工業製品とみなされてしまい高い関税を課せられてしまったため、購入者と税関が裁判で争い、購入者が最終的に勝訴する事件が起こっている。
ブランクーシの独創的な作品は、後の現代彫刻、絵画、デザインなどへ、多大なる影響を与えた。特に代表作でもある『無限柱』シリーズは、単純なユニットの反復により構成され、本人が友人のマン・レイに語ったところでは、どこで切断しても無限の柱としての特性を失わないものとされる。この思想はカール・アンドレなどのミニマル・アートへ強い影響を与えた。
ブランクーシは朴訥な人柄で様々なアーティストから慕われ、マルセル・デュシャンやマン・レイとも親交があった。デュシャンは、ニューヨークでブランクーシの作品を売買することで生活していた時期もあった。マン・レイから写真術を教わったブランクーシは自分のアトリエ内に暗室をつくり、自らの作品を写真に記録することに熱中したこともあった。またイサム・ノグチはパリでブランクーシの助手となることで抽象彫刻家としてのキャリアに方向性を見出した。
著名な言葉で、“create like god, command like king, work like slave”「神のように創造し、王のように指揮を執り、奴隷のように働け」を残している。
1991年から1994年まで発行された500レイ紙幣に肖像が使用されていた。

## 代表作
- 接吻（英語版）
- 王妃X
- 空間の鳥（英語版）
- 『無限柱（英語版）』シリーズ - 角錐形のエレメントが、あたかも無限に連なって天空に伸びていくような柱状の彫刻[1]。ブランクーシの祖国ルーマニアの民間伝承に基づく作品。ルーマニア出身の宗教学者ミルチャ・エリアーデは、「ブランクーシと神話」というエッセイでこの作品に言及している。
- 眠れるミューズ（英語版）